# Rhadinaea flavilata
Rhadinaea flavilata este o specie de șerpi din genul Rhadinaea, familia Colubridae, descrisă de Cope 1871. A fost clasificată de IUCN ca specie cu risc scăzut. Conform Catalogue of Life specia Rhadinaea flavilata nu are subspecii cunoscute.

## Galerie

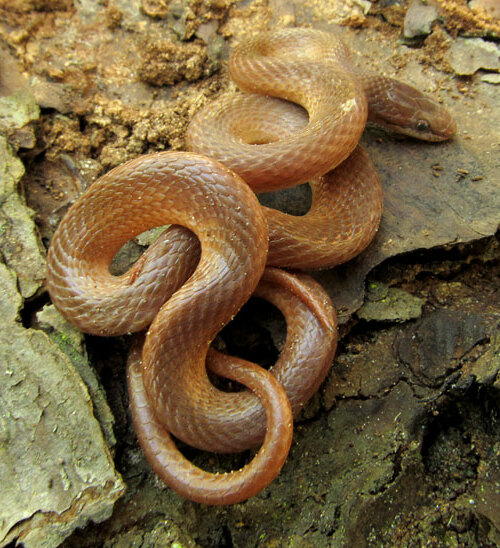